# St. Leonhard (Pavelsbach)

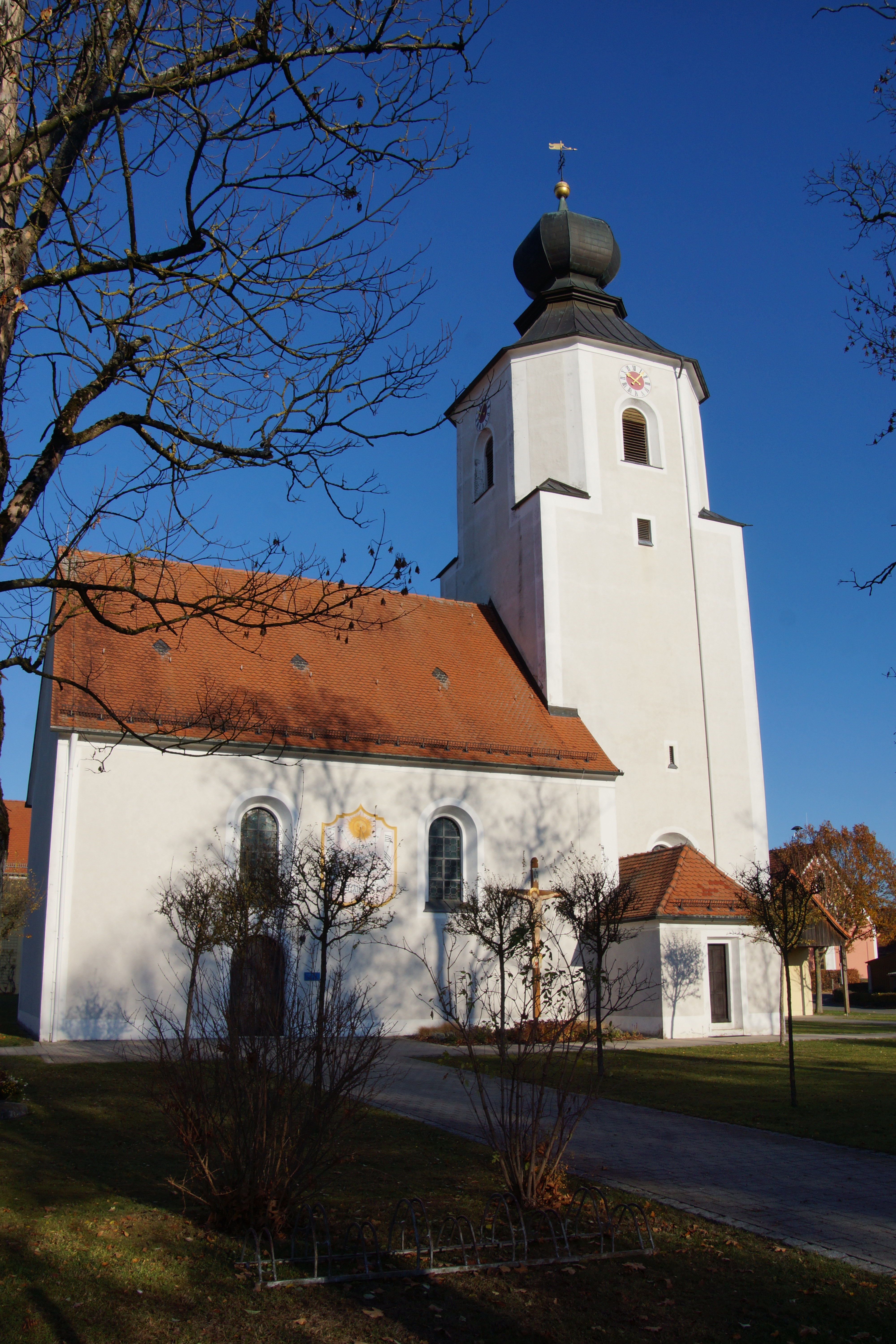
St. Leonhard (Pavelsbach)

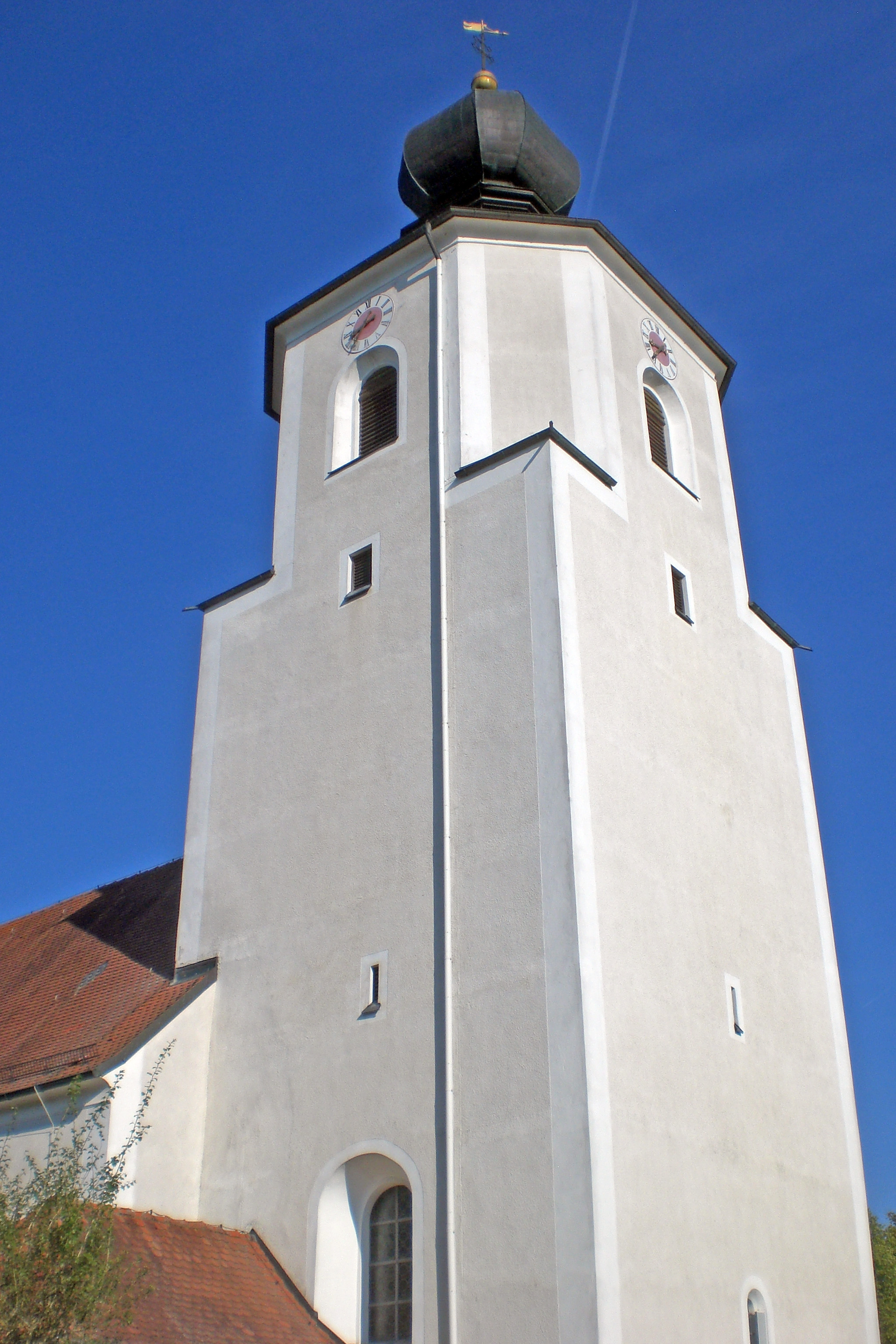
Kirchturm (2024)

Die römisch-katholische, denkmalgeschützte Expositurkirche St. Leonhard steht in Pavelsbach, einem Gemeindeteil des Marktes Postbauer-Heng im Landkreis Neumarkt in der Oberpfalz. Sie gehört zum Dekanat Neumarkt in der Oberpfalz des Bistums Eichstätt. Das Bauwerk ist als Baudenkmal in die Bayerische Denkmalliste eingetragen.

## Beschreibung
Die Saalkirche besteht aus einem 1736 gebauten Langhaus und einem frühgotischen Chorturm von 1438 im Osten, dem später ein achteckiges Geschoss aufgesetzt wurde, das die Turmuhr und den Glockenstuhl mit dem Hauptgeläut von vier Kirchenglocken beherbergt. Es wurde mit einem Helm bedeckt, der mit einer Zwiebelhaube bekrönt ist. Der Innenraum des Langhauses ist mit einer Flachdecke überspannt, die von Vouten gerahmt ist. Die Deckenmalerei mit nazarenischen Fresken entstand um 1890. Zur Kirchenausstattung gehört ein um 1890 gebauter Hochaltar mit einem nazarenischen Altarretabel, der von je zwei Säulen flankiert wird. Über den seitlichen Durchlässen stehen die Statuen des Simon Petrus und des Paulus von Tarsus.